# Barnsteenzuur
Barnsteenzuur is de triviale naam voor butaandizuur (ook bekend onder het E-nummer E363), een organische verbinding met als brutoformule C4H6O4. De verbinding is een witte kristallijne vaste stof. Zouten en esters van de verbinding worden succinaten genoemd, hetgeen afkomstig is van het Latijnse woord voor barnsteen, succinum. Barnsteenzuur werd ontdekt door Georgius Agricola door het verwarmen van barnsteen. Het succinaat-anion is een tussenproduct in de citroenzuurcyclus in planten en dieren.
Het naamdeel succinyl- wordt gebruikt om verbindingen aan te geven waarin de hydroxylgroepen van het organisch zuur vervangen zijn door elektronegatieve groepen als chloride. Succinyldichloride is een stof die - net zoals het vergelijkbare adipoyldichloride - bij de bereiding van sommige soorten nylon een rol speelt.

## Synthese
Barnsteenzuur kan geproduceerd worden door fermentatie van koolhydraten (suikers zoals dextrose) door bepaalde bacteriën, waaronder Anaerobiospirillum succiniciproducens.
Chemische reacties waarmee barnsteenzuur kan aangemaakt worden zijn onder meer:
- de katalytische hydrogenering van maleïnezuur, maleïnezuuranhydride of fumaarzuur
- de oxidatie van verbindingen als 1,4-butaandiol, cyclobutanol of tetrahydrofuraan[2]

## Rol in de citroenzuurcyclus
Barnsteenzuur is een intermediair in de citroenzuurcyclus, die met behulp van enzymatisch gecontroleerde oxidaties omgezet wordt tot het eindproduct van de glycolyse: oxaalazijnzuur. Barnsteenzuur wordt gevormd uit α-ketoglutaarzuur. Dit α-ketoglutaarzuur wordt op oxidatief gedecarboxyleerd door het enzym α-ketoglutaarzuur-dehydrogenase tot barnsteenzuur-CoA (ook succinyl-CoA genoemd). Co-enzym A, dat nu nog aan barnsteenzuur gekoppeld is, moet opnieuw in de cyclus komen. Hierbij splitst een molecule koolstofdioxide af en wordt NAD+ gereduceerd tot NADH. Middels het enzym succinyl-CoA-synthetase wordt de labiele verbinding tussen co-enzym A en de succinaatgroep losgemaakt.
Er is nu barnsteenzuur gevormd, dat via het succinaat-dehydrogenase geoxideerd kan worden tot fumaarzuur. Bij deze reactie wordt FAD gereduceerd tot FADH2. Het fumaarzuur wordt gehydrateerd met één watermolecule, waardoor L-appelzuur ontstaat. Dit kan op zijn beurt door het malaat-dehydrogenase geoxideerd worden tot oxaalazijnzuur, de uitgangsstof van de cyclus. Bij deze stap wordt een derde molecule NAD+ gereduceerd tot NADH.
|                   | {\displaystyle \longrightarrow } |               | {\displaystyle \longrightarrow } |            | {\displaystyle \longrightarrow } |             | {\displaystyle \longrightarrow } |                |
| α-ketoglutaarzuur |                                  | Barnsteenzuur |                                  | Fumaarzuur |                                  | L-appelzuur |                                  | oxaalazijnzuur |

## Toepassingen
Als voedingsadditief wordt het gebruikt als zuurteregelaar of smaakversterker. Als dicarbonzuur kan het worden aangewend in de synthese van polyesters en alkydharsen. Sommige esters van barnsteenzuur worden gebruikt als oplosmiddel of weekmaker voor kunststoffen, andere worden gebruikt in parfumbereidingen.
Uit barnsteenzuur kunnen andere verbindingen gevormd worden, waaronder 1,4-butaandiol, tetrahydrofuraan of 2-pyrrolidon. Barnsteenzuur kan een belangrijke biochemische grondstof zijn, vermits men het uit hernieuwbare grondstoffen kan produceren. Verder wordt barnsteenzuur gebruikt als hulpstof in rookgasontzwavelingsinstallaties: het tweewaardige zuur verbetert namelijk de opnamecapaciteit van kalksteenmeel. 